# Irina Woronkowa
Irina Andriejewna Woronkowa (ros. Ирина Андреевна Воронкова; (ur. 20 października 1995 w Stambule) – rosyjska siatkarka grająca na pozycji przyjmującej. 
Jej ojcem jest siatkarz a obecnie trener siatkarski Andriej Woronkow.

## Sukcesy klubowe
Puchar Rosji:
- 2012, 2016, 2017

Liga Mistrzyń:
- 2014
- 2023[3]
- 2013

Liga rosyjska:
- 2013, 2014[4], 2021, 2022
- 2017, 2018, 2019, 2020

Klubowe Mistrzostwa Świata:
- 2014[5], 2023[6]
- 2022[7]

Puchar CEV:
- 2017

Superpuchar Rosji:
- 2019

Liga turecka:
- 2023[8], 2024[9]

## Sukcesy reprezentacyjne
Letnia Uniwersjada:
- 2015

Volley Masters Montreux:
- 2018

Puchar Świata:
- 2019

## Nagrody indywidualne
- 2012: Najlepsza punktująca Mistrzostwa Europy Juniorek